# ツチグリ (菌類)
ツチグリ（土栗、飜白草、学名: Astraeus sp.）は、担子菌門菌蕈綱イグチ目ツチグリ科ツチグリ属のキノコ。
夏から秋、林内の道端や土の崖などで普通に見られる中型のキノコで、ツチガキ（土柿）とも言われる。

## 名称
和名「ツチグリ」は、土の地面に発生した子実体（キノコ）が、クリの毬（いが）が弾けた姿に見えることから名付けられている。
本種は長期にわたり、Astraeus hygrometricus (Pers.) Morganという学名が用いられてきたが、分子系統解析の結果、A. hygrometricusとは異なる未記載種であることが示唆されている。

## 分布
日本全土に分布する。菌根性・腐生性。夏から秋にかけて、山道や林道沿いの地上や斜面に生える。広葉樹林やマツ林の斜面に多く発生する。

## 形態
幼菌はやや扁平な団子状で、表面は圧着した褐色の鱗片があり、地面に半分埋もれている。中身が白い幼菌は、外皮もいくぶんやわらかい。胞子の入った扁球形の袋の外側には皮質の厚い外皮があり、成熟すると外皮は7片から10片に裂け、星形に開く。星型の座布団の上に胞子の入った袋が乗っている形になり、雨粒が当たった勢いで胞子が袋の先端の穴から放出される。外皮はおもに2層の構造となっており、内側の層が雨に濡れて水分を吸収し膨張することで開き、乾くと閉じる習性がある。乾燥すると外皮は丸まり、胞子の袋を包んで全体が球形になるが、その際に袋が押されると胞子が放出される。

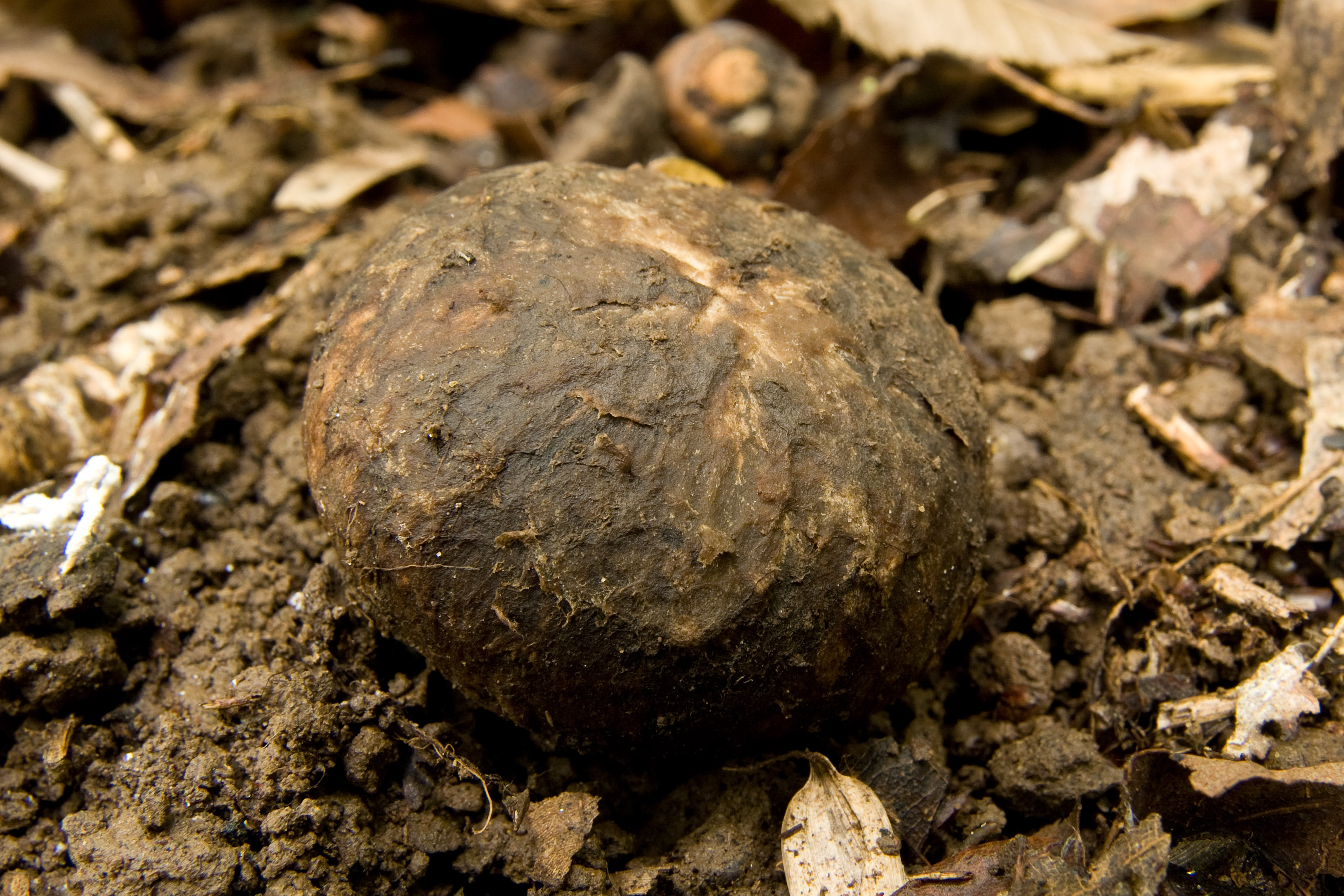
外皮に覆われたツチグリの幼菌。川崎市麻生区・2014年10月。
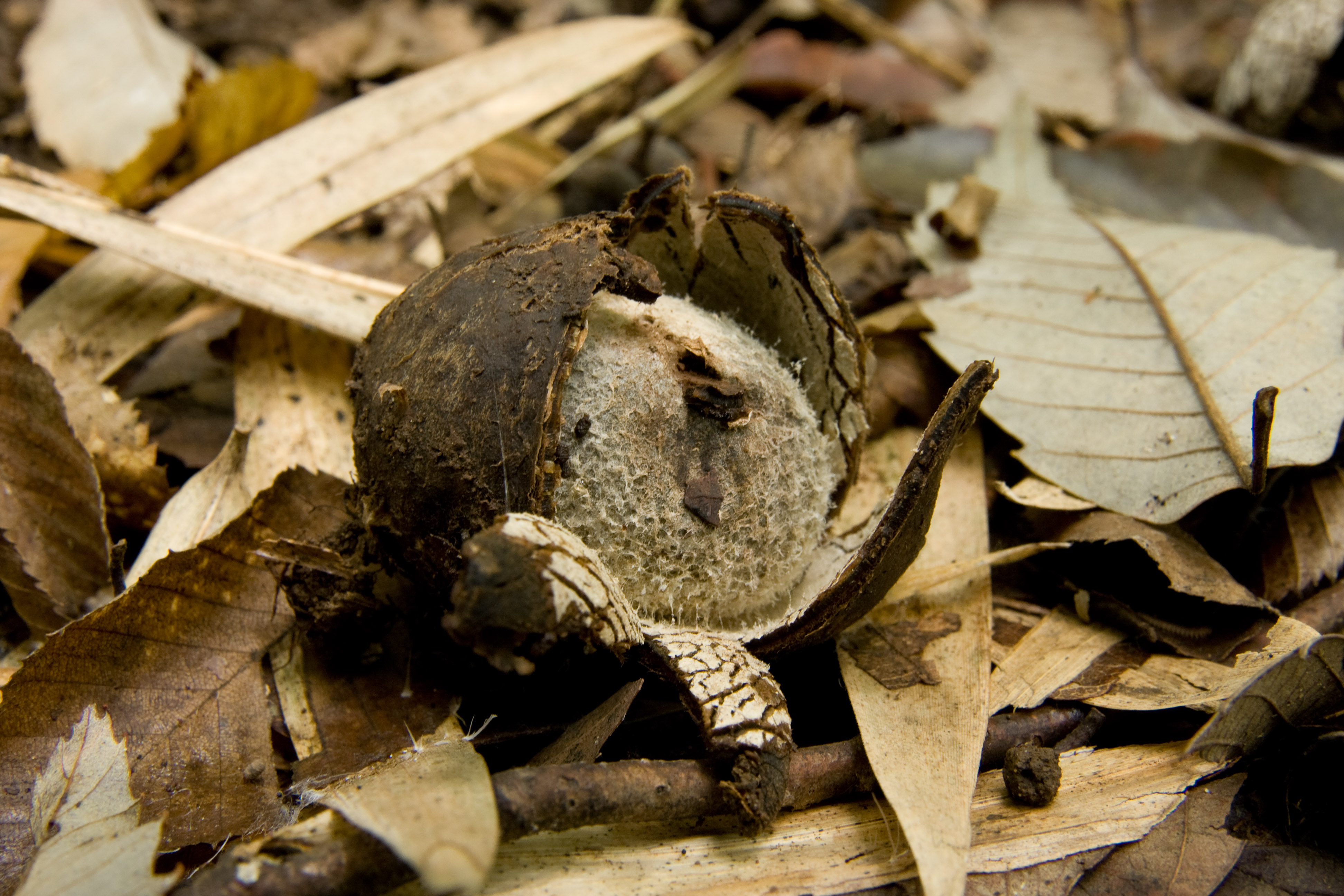
外皮が一部開いた個体。川崎市麻生区・2014年10月。
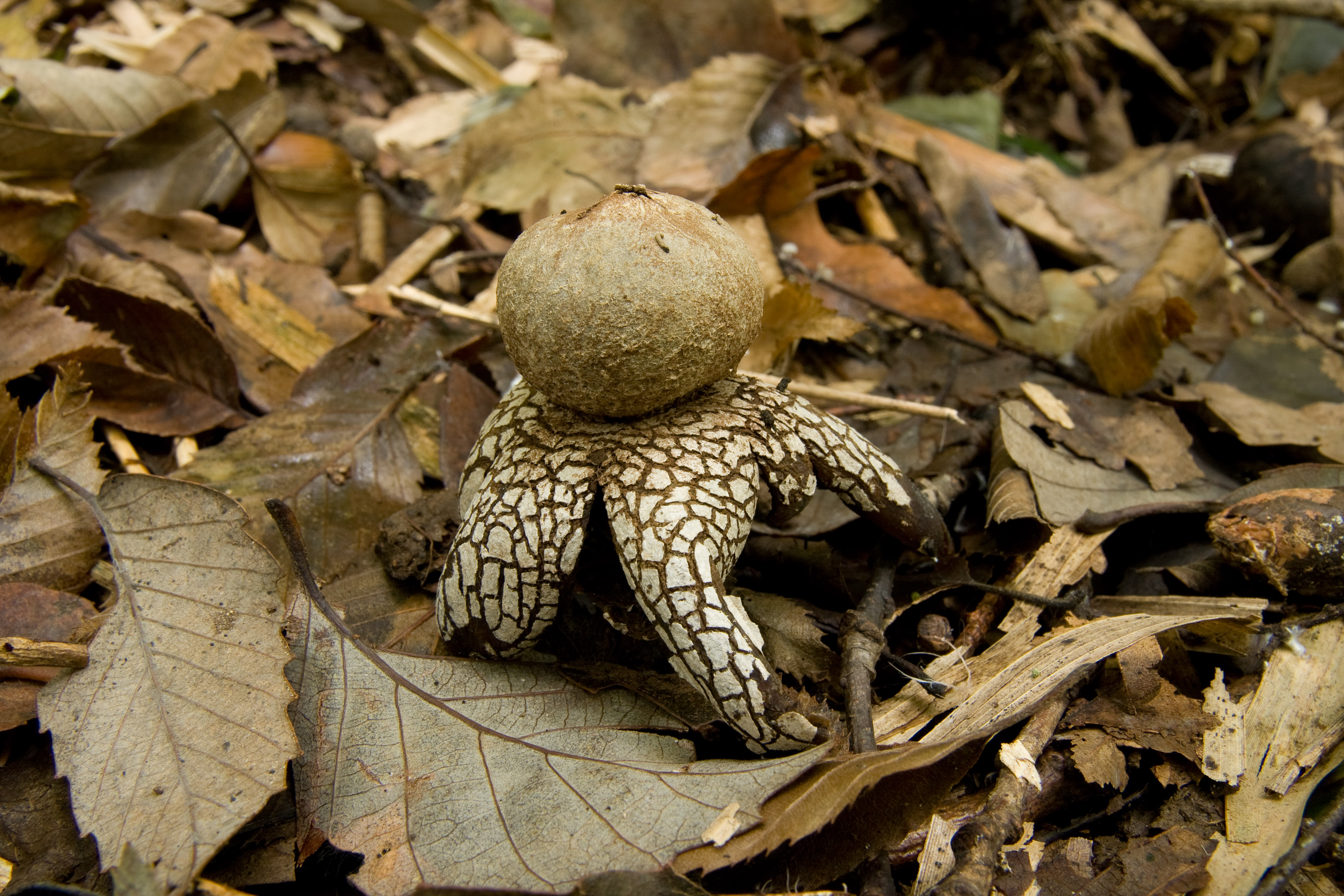
外皮がすべて開いた個体。川崎市麻生区・2014年10月。

## 利用
ツチグリは、本来食用に適さないが、内部が白い幼菌は食用になる。東南アジアなどでは缶詰にもされるが、日本ではあまり食べられない。しかし、東北地方の南部（特に福島県など）ではマメダンゴやママダンゴと呼ばれ、6月下旬から7月上旬にかけての梅雨の時期に若いものは季節の味として食卓へ上る。幼菌の外皮をよく洗ってから、炊き込みご飯や串揚げにすると中身がクリーミーで美味しく食べられる。味噌汁の具や、佃煮などにされることが多い。

## 類似するキノコ
3月から5月にかけては、海岸のクロマツ林にコツチグリ (var. koreanus V.J.Stanék) が発生する。ごくまれに、タマノリイグチ (Xerocomus astraeicola) が寄生することがある。
植物にも、同名の種であるツチグリ（Potentilla discolor、バラ科）が存在する。